# Сюй Хунчжи
Сюй Хунчжи (кит. упр. 许•宏志, пиньинь Xu Hongzhi, род. 26 сентября 1996 года в гор. Фуцзинь, провинция Хэйлунцзян) — китайский шорт-трекист. Серебряный призёр зимних Олимпийских игр 2018 года в эстафете, двукратный чемпион мира.

## Биография
Сюй Хунчжи занялся шорт-треком в 2004 году, в возрасте 8 лет. Плохие семейные условия создали его несгибаемый и мужественный характер. В 2006 году он поступил в детско-юношескую спортивную школу города Фуцзинь, чтобы заниматься конькобежным спортом, а в 2009 году он был принят в муниципальную спортивную школу Цзямусы. В 2012 году присоединился к команде Народно-освободительной армии по шорт-треку и участвовал на зимних юношеских Олимпийских играх в Инсбруке, где выиграл две бронзы в беге на 500 и 1000 метров, а также серебро в эстафете.
В ноябре 2014 года начал выступать на Кубке мира, но без хороших результатов. Уже в январе 2015 года на юниорском чемпионате мира в Осаке, Хунчжи завоевал серебряную медаль в эстафете и занял 12-е место в общем зачёте, после чего присоединился к национальной команде в марте на чемпионате мира в Москве, где выиграл первую золотую медаль в составе эстафетной команды.
В 2016 году на очередном чемпионате мира среди юниоров в Софии он не только выиграл 500 метров, но и вместе с товарищами по команде завоевал золотую медаль в эстафете. Через пару месяцев на взрослом чемпионате мира в Сеуле вновь выиграл золото в эстафете и занял 5-е место в личном многоборье. 
В сезоне 2016/17 вместе с У Дацзином, Хань Тяньюй и Жэнь Цзывэем последовательно выиграл эстафету на Кубке мира в Солт-Лейк-Сити и Шанхае, дважды поднимался на 5-е место на дистанциях 500 и 1000 метров. В феврале 2017 года выиграл золото в эстафете на Азиатских зимних играх в Саппоро. 
Следом на зимних Всемирных военных играх в Сочи победил в беге на 500 м. В марте 2017 года на чемпионате мира в Роттердаме в составе эстафетной команды занял 2-е место 16-е в общем зачёте. В октябре на Кубке мира в Будапеште занял 2-е место в эстафете, а в Дордрехте стал 3-м.
На зимних Олимпийских играх 2018 года в Пхенчхане, Хунчжи, которому в то время был 21 год, на дистанции 1500 метров занял 18-е место. Затем, в финале эстафеты вместе с У Дацзином, Хань Тяньюй, Жэнь Цзывэем и Чэнь Дэцюанем завоевал серебряную медаль. После Олимпиады на чемпионате мира в Монреале поднялся на 6-е место в общем зачёте многоборья и на 5-е место в эстафете. 
Осенью на Кубке мира в Алматы он поднялся дважды на 3-е место в смешанной и мужской эстафетах. А в марте на чемпионате мира 2019 года в Софии завоевал серебро в эстафете и занял 12-е место в абсолютном зачёте. 9 ноября Сюй Хунчжи занял 2-е место на дистанции 1500 метров в соревнованиях третьего этапа Элитной лиги на Кубок Китая по шорт-треку 2019-2020 годов.

## Личное
У Сюй Хунчжи семья бедная, а его родители держат магазин канцелярских товаров. Когда он был ребенком, то помогал взрослым с работой на ферме и по дому, но он не сказал своей семье, когда порезал веки коньком. Мать глухая, а её сын никогда не осмеливался смотреть игру, мало разговаривал дома и очень интровертный.
Сюй Хунчжи имеет прозвище “интернет-знаменитость Сюй”. Это прозвище пришло из периода, когда команда была популярна в прямом эфире. В 2010 году он поступил на службу в армии и выступал от клуба Народно-освободительной армии. Осталось под вопросом, на самом ли деле Сюй женился в 2021 году?